# Cyrtonus strictus
Cyrtonus strictus é uma espécie de artrópode pertencente à família Chrysomelidae.